# Tapiserija iz Bayeuxa
Tapiserija iz Bayeuxa (francosko Tapisserie de Bayeux) je vezenina iz  leta 1077 narejena v Bayeuxu, Spodnja Normandija, na kateri je upodobljena zgodba o bitki pri Hastingsu (iz leta 1066). Tapiserijo je dal izdelati škof Odo iz Bayeuxa. Prvotno so tapiserijo hranili v mestni stolnici, danes pa je na ogled v posebnem muzeju.

## Zgodovina
Najzgodnješi zapisi o tej tapiseriji so iz popisa inventarja stolnice v Bayeuxu, a samo poreklo je še danes predmet špekulacij in kontroverznosti. V Franciji verjamejo, da je tapiserijo naročila (mogoče tudi sodelovala pri izdelavi, skupaj s svojimi dvornimi damami) Matilda Flandrijska, soproga Viljema Osvajalca, in ga zato pogosto imenujejo "Tapiserija kraljice Matilde" (La Tapisserie de la Reine Mathilde). Z resno zgodovinsko analizo so prišli do zaključka, da je tapiserijo naročil polbrat Viljema Osvajalca, Odo, ki je bil škof v Bayeuxu. Tej tezi v prid govore tri dejstva:
- trije škofovi nasledniki se pojavljajo na tapiseriji,
- tapiserija je najdena v stolnici, ki jo je dal zgraditi sam Odo in
- naročena je v istem času, ko se je začela gradnja stolnice in bila končana leta 1077, točno na dan posvetitve.

Če se predpostavi, da je Odo naročil tapiserijo, potem je bila najverjetneje vezena v Angliji, saj je imel Odo sedež v Kentu. Prav tako latinski teksti na tapiseriji vsebujejo mnoge anglo-saksonske idiome, tudi vse obstoječe vezenine iz istega obdobja iz Anglije imajo isti vez in barve. Ker so bili najboljše vezilje te dobe menihi iz samostana Svetega Avguština v Canterburyju blizu Kenta, je zelo verjetno, da so oni izvezli to tapiserijo.
Zato ni čudno, da je poreklo te tapiserije še danes predmet špekulacij.

### Novejša zgodovina
Platno je bilo ponovno najdeno na koncu 17. stoletja v Bayeuxu. Med francosko revolucijo so borci za republiko nameravali s tapiserijo prekriti vozove z orožjem in strelivo, a je k sreči neki pravnik, ki se je zavedal vrednosti umetnine, tapiserijo zamenjal z nekim drugim platnom. Leta 1803 je dal Napoleon prepeljati tapiserijo v Pariz, nanjo je gledal kot navdih za napad na Anglijo. Potem se je tapiserija vrnila v Bayeux, med drugo svetovno vojno so jo skrivali v kleti Louvra.

## Zgodba na tapiseriji
Tapiserija je v bistvu neke vrste srednjeveški strip, ki pripoveduje o dogodkih, ki so pripeljali do bitke pri Hastingsu in o bitki sami. Kralj Edvard (1003-1066), ki ni imel potomcev, pošlje plemiča Harolda Godwinsona v Normandijo k Viljemu, da bi mu povedal, da so ga izbrali za naslednjega angleškega kralja. Na poti Harolda ujamejo Galci. Na Viljemovo posredovanje ga izpustijo in Viljem ga povabi s seboj v bitko. Ko preženeta napadalce gradu, Harold pri svetih relikvijah priseže, da bo podpiral Viljema pri prizadevanjih za angleški prestol. Ko se Harold vrne v Anglijo, mu Edvard pod pritiskom prepusti prestol. Tedaj se na nebu prikaže Halleyev komet, ki je znanilec nesreče. Ko Viljem sliši, da ga je Harold izdal, zbere ladjevje in napade Anglijo s približno 7000 možmi. Pred bitko z Viljemom Harold premaga še enega kandidata za prestol, Vikinga Harolda Hardraadaja. Med tem Normani plenijo po vaseh. Končno, 14. oktobra 1066 se vojski Harolda in Viljema spopadeta. Moči so izenačene, najprej napadejo lokostrelci, nato pa še vitezi. Govori se, da je Viljem padel, vendar si sname čelado in se razkrije svojim vojakom, ki jim tako vlije nove moči. Angleži so premagani, Harold je ubit, Normani so zmagovalci.

## Nadaljevanje
Viljem Osvajalec je bil kronan na božični dan istega leta. Ko so ljudi vprašali, če ga sprejmejo za kralja, so pritrdili s tako močnim glasom, da so normanski vitezi mislili, da so Viljema napadli in so zažgali hiše okrog cerkve. Tako je bil Viljem kronan sredi zmede brez prisotnih pri obredu.

## Izvedba
Čeprav se imenuje tapiserija, je pravzaprav izvezena tkanina izdelana z volneno nitjo v barvi na beljenem lanenem platnu. Tkanina je okrašena z vezenjem v osmih barvah, ki prikazujejo normansko osvajanje Anglije. Prizori so nanizani horizontalno, iz leve na desno in obrobljeni s širokim robnim trakom na vrhu in pri dnu, s prikazom živali (ptice, psi, jeleni, petelini in dr.) ter simboličnimi opravili (lov s psi in podobno); spremlja jih tudi latinski tekst, s katerim je pojasnjeno opravilo in liki.
Tapiserija vsebuje 626 človeških figur, 731 živali, 376 ladij in 70 objektov in dreves. Tak obseg vezenja je verjetno delo več mojstrov-umetnikov, ter zgodovinarjev, ki so izčrpno opisali vse dogodke. Tako so dogodki opisani na tapiseriji predvsem zgodovinski in prikazujejo dogodke z normanskega vidika. Čeprav latinski napisi dodatno opisujejo slike, je večina dogodkov prikazana samo vizualno, mnogi detajli so ostali skrivnostni.
Čeprav ni podatkov o imenih umetnikov, so verjetno delale dvorjanke, ki su običajno delale take vezenine. Nekateri znanstveniki menijo, da je bila delana za stolnico v Bayeuxu v Normandiji.
Gladka površina lanenega platna je v kontrastu z grobim vezenjem. Za prikaz valov, vrvi, pramenov konjske grive in obris vseh likov je uporabljena posamezna nit. Vsak lik je obrobljen s temno nitjo, površine med linijami pa so izpolnjene z eno barvo. Vsi prizori so izvezeni z vezom v osmih barvah, liki so ploščati, izvedba kompozicije in detajlov sledi zakonu romanskega oblikovanja, s tem da, čeprav jo je včasih možno zaslediti, ni prostorske dispozicije (perspektive). Tla so naznačena z vijugasto horizontalno linijo. Razen občasnega preklopa likov, ni težnje za prikazom tridimenzionalnega prostora. Tapiserija ima jasno časovno dimenzijo nizanja dogodkov (kot strip). Narativno nizanje detajlov se loči le z razlikovanjem kompozicijskega ustroja vsakega prizora. Kronološki zapis dogodkov in gibanje so poudarjeni s pogostim ponavljanjem podobnih oblik.